# 印綬監
印綬監是明代宦官二十四衙门之一。
掌古今通集庫，並鐵券、誥敕、貼黃、印信、勘合、符驗、信符諸事。

## 官制
- 掌印，一员；

## 首都人员

### 永乐时期
燕琦（左少监）

### 成化时期
蒋琮

### 弘治时期
张诚（左监丞）

### 正德时期
韩庆

## 外部連結
- 明朝二十四衙門（页面存档备份，存于）